# Eva Blomquist-Bjärnborg
Eva Karin Ann-Charlotte Blomquist Bjärnborg, tidigare Blomquist, född 2 maj 1956 i Norrahammars församling, Jönköpings län, är en svensk folkmusiker.

## Diskografi
- 1978 – Morfars rock och andra dansbitar från Småland, tillsammans med Sabina Kristensen.

## Utmärkelser
- 1981 – Zornmärket i silver, "För gediget spel av smålandslåtar."
- 2015 – Zornmärket i guld, "För briljant och traditionsmedvetet spel av smålandslåtar."